# Liochthonius dilutus
Liochthonius dilutus är en kvalsterart som beskrevs av Johann Wilhelm Karl Moritz 1976. Liochthonius dilutus ingår i släktet Liochthonius och familjen Brachychthoniidae. Inga underarter finns listade i Catalogue of Life.